# Kylix (vase)
Pour les articles homonymes, voir Kylix.

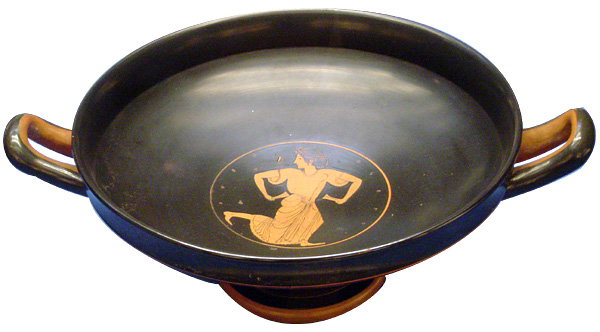
Kylix à figures rouges du Peintre d'Euergidès, v. -500, British Museum

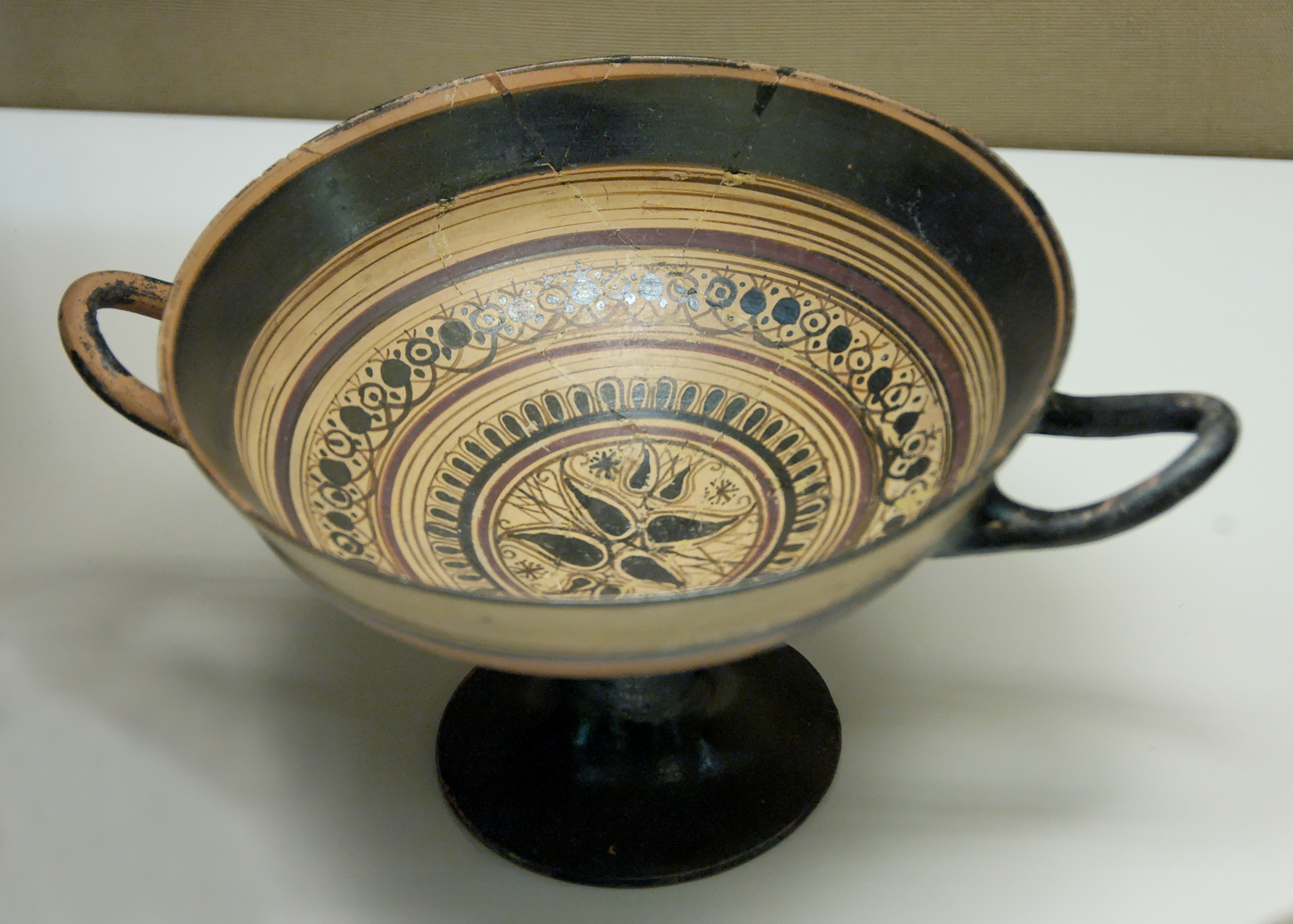
Kylix à figures noires de production laconique, Londres, British Museum

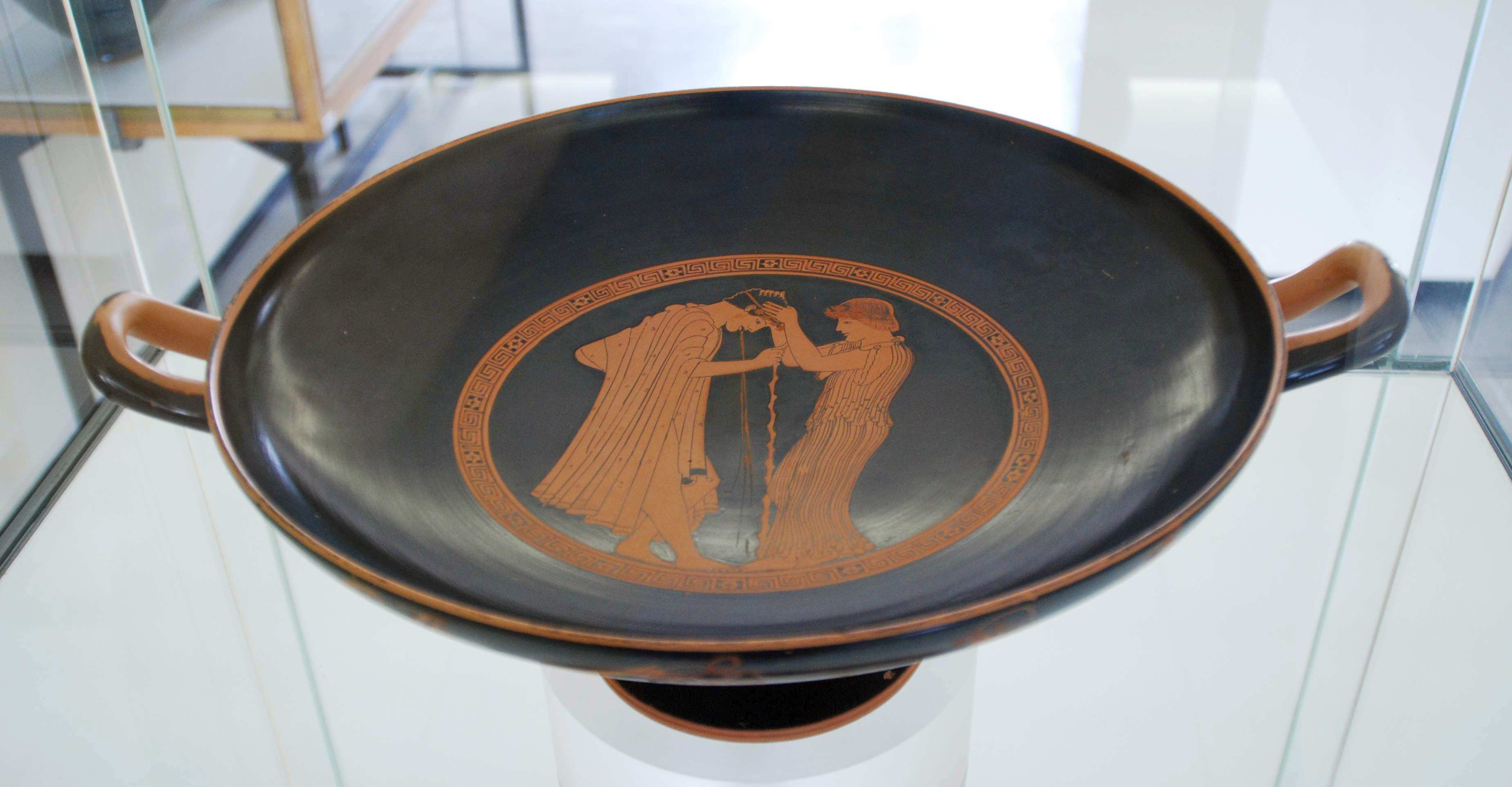
Coupe de Brygos de Wurtzbourg, vers 480 av. J.-C. attribuée au peintre de Brygos.

La kylix (en grec ancien κύλιξ / kúlix, « coupe, vase à boire ») est un type de vase peu profond, utilisé pour déguster du vin lors des symposia (les banquets).
La kylix est un objet typique des ustensiles de banquets, à la fois coupe de libations et instrument du jeu de cottabe. Elle connaît sa plus grande diffusion du VIe siècle av. J.-C. à la fin du IVe siècle av. J.-C., lorsqu'elle cède la place au canthare, élégant calice à volutes des rituels de Dionysos, comme coupe à vin la plus répandue.

## Forme
La kylix a un corps large et peu profond, reposant généralement sur un pied à tige courte. La prise est facilitée par deux anses disposées presque horizontalement un peu au-dessous du col.

## Typologie
Il existe un assez grand nombre de variétés de formes et de décors, qui fournissent une chronologie bien définie, témoignant de l’évolution de l’objet. On distingue quatre grands types de kylix.
Le premier est le type attique, attesté de -600 jusqu’à environ -525, dérivant de prototypes corinthiens. Le corps est nettement séparé de la lèvre et du piétement, qui subit une évolution graduelle, passant de la forme très courte des prototypes corinthiens à une forme plus élancée:153-154.
Les trois types les plus récents sont déterminés par les lettres A, B et C.

### Coupes des comastes (vers-600/-575)
Ce type de coupe attique à figures noires, dérivant des prototypes corinthiens, tire son nom des décors peints figurant sur les parties externes du vase, caractérisés par des scènes de komos, danses orgiaques pour lesquelles la céramographie attique prend clairement modèle sur les motifs corinthiens. Elle présente une lèvre évasée, étroite et peu prononcée, mais nettement inclinée par rapport au corps qui descend sur un piétement court et évasé:155.
La décoration se trouve uniquement sur les parois extérieures, alors qu’à l’intérieur, les parois sont unies. La frise inférieure, plus en évidence, contient les scènes figuratives, tandis que la partie supérieure coïncide avec le col évasé, décoré de motifs calligraphiques:156.

Type comaste
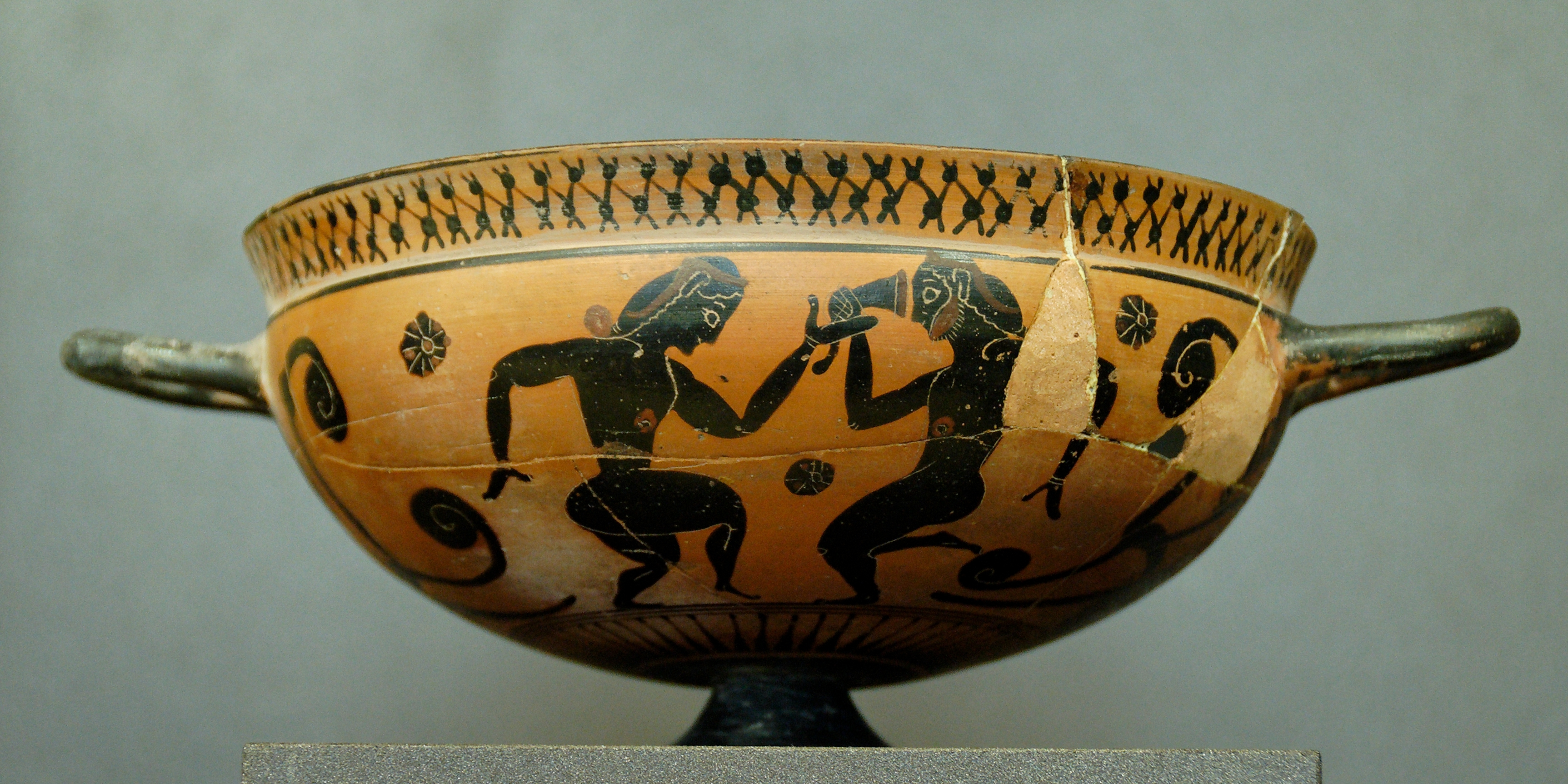
Coupe comaste attique à figures noires, vers -560.
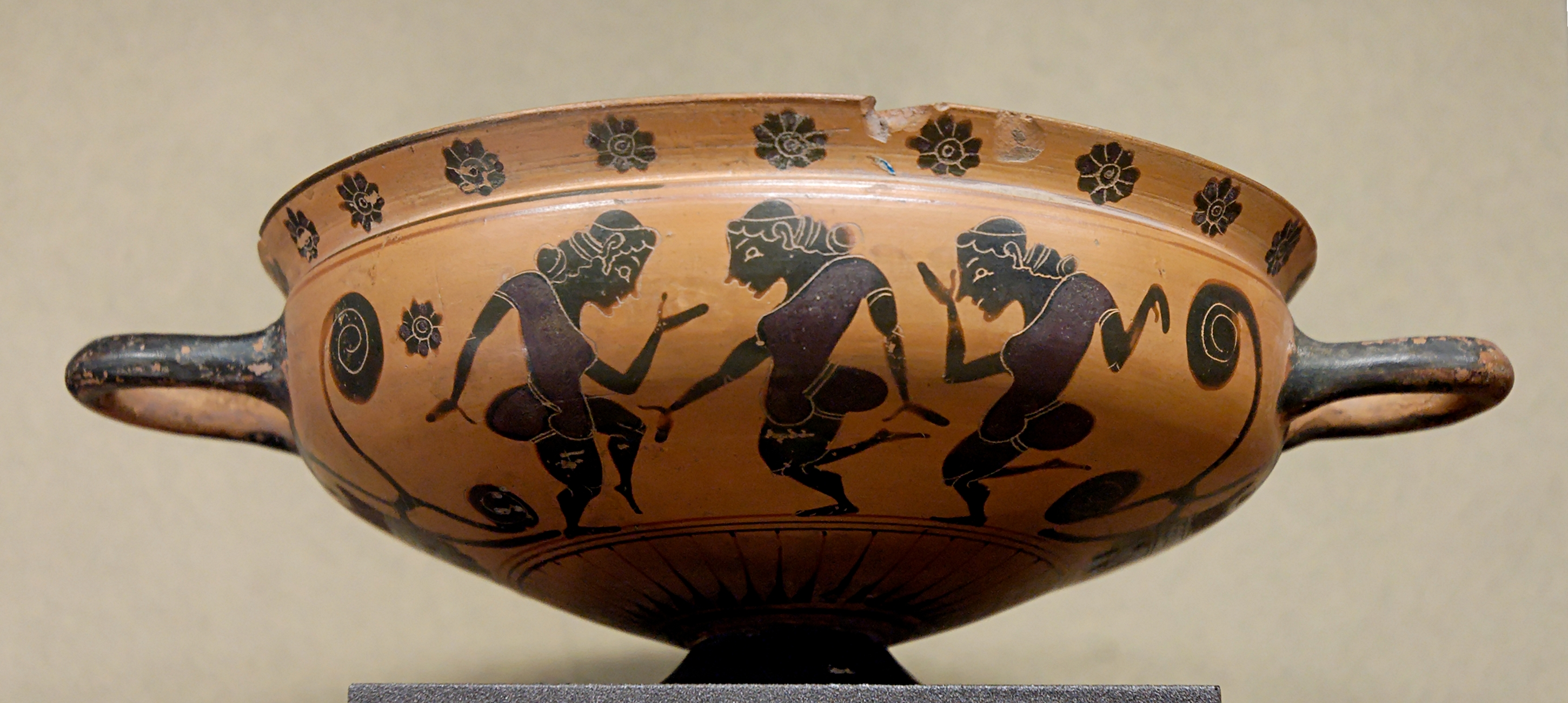
Coupe comaste attique à figures noires, vers -575/-565.

### Type de Siana (-575/-550)
Le nom dérive de la localité homonyme de l’île de Rhodes.
La lèvre est évasée et nettement prononcée par rapport au corps, mais, en regard du précédent, elle présente une forme plus large. Le piétement paraît également plus long et élancé.
La décoration est toujours à figures noires, mais, à la différence du type précédent, elle intéresse aussi l’intérieur de la coupe, qui comporte un cercle décoré.
Le style décoratif reflète le perfectionnement de la technique à figures noires : les céramistes attiques tendent à abandonner la décoration monumentale pour des motifs beaucoup plus fins, non seulement sur les kylix, mais sur toutes les formes de vases.
Le type dit de Siana évoluera vers les deux typologies successives dites de Gordion et des petits maîtres:157-158.

#### Décor à chevauchement
Dans ce type de kylix, la décoration externe est unique et étendue jusque sur les bords:159.

#### Décor à deux niveaux
Dans cette variante, la décoration se présente comme dans le type comaste, en deux bandes superposées : la bande inférieure présente des scènes figuratives, alors que celle du dessus est toujours à motifs calligraphiques ou floraux:159.

Type de Siana
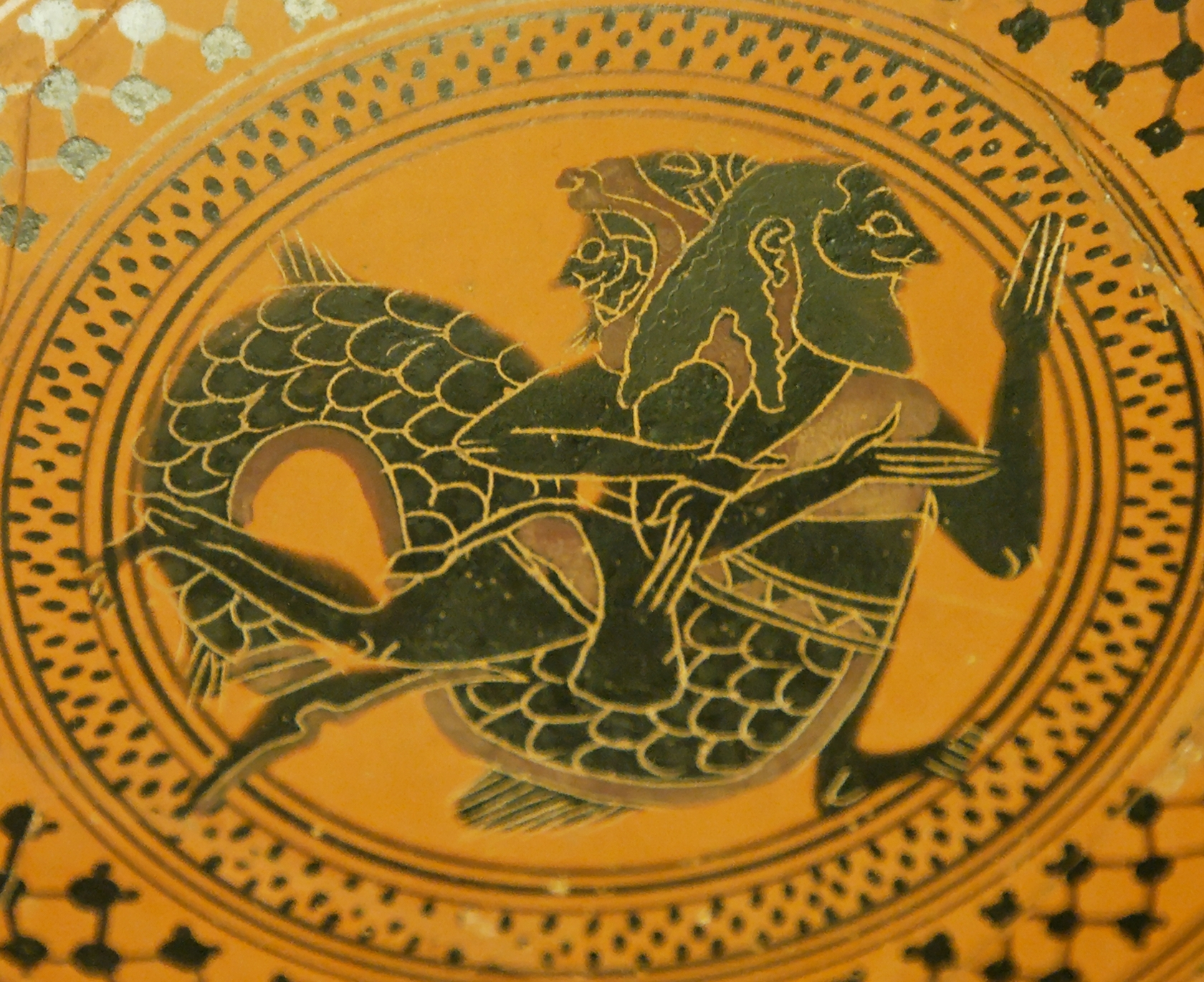
Intérieur d'une coupe de Siana attique à figures noires, vers -570/-560.
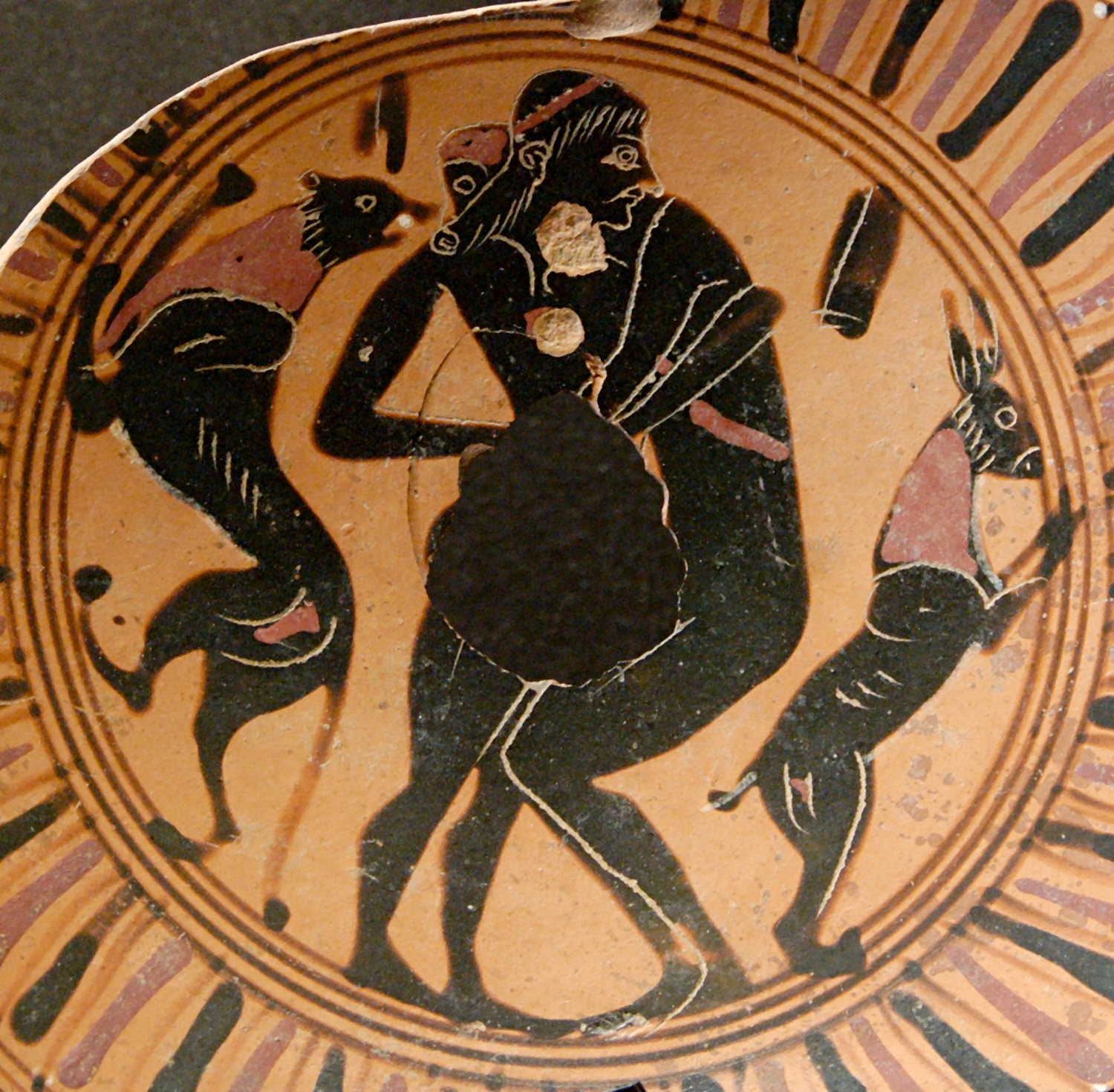
Fragment d'une coupe attique à figures noires, 550–525 av. J.-C.
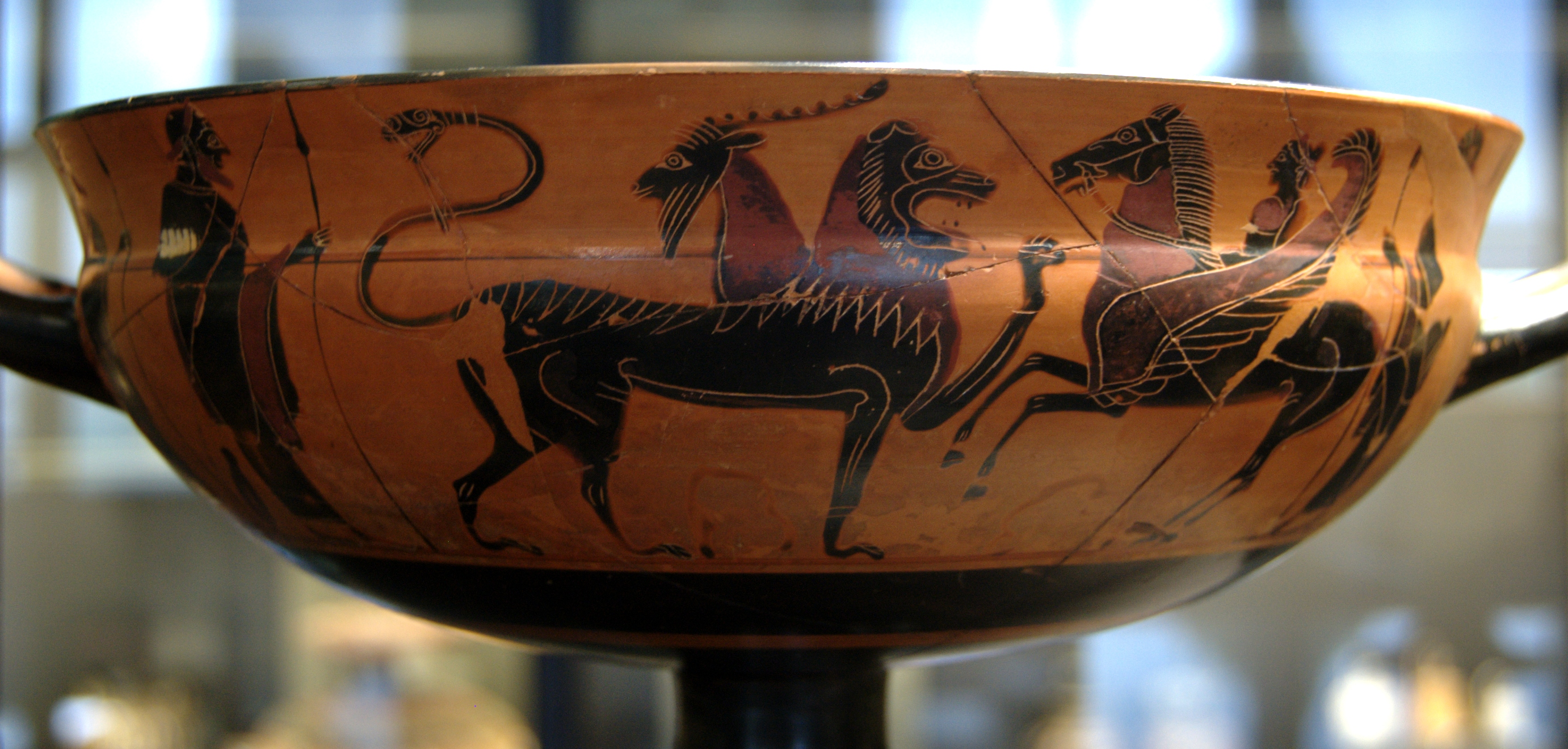
Décor à chevauchement : face A d'une coupe de Siana à double panse à figures noires, vers -575/-550.
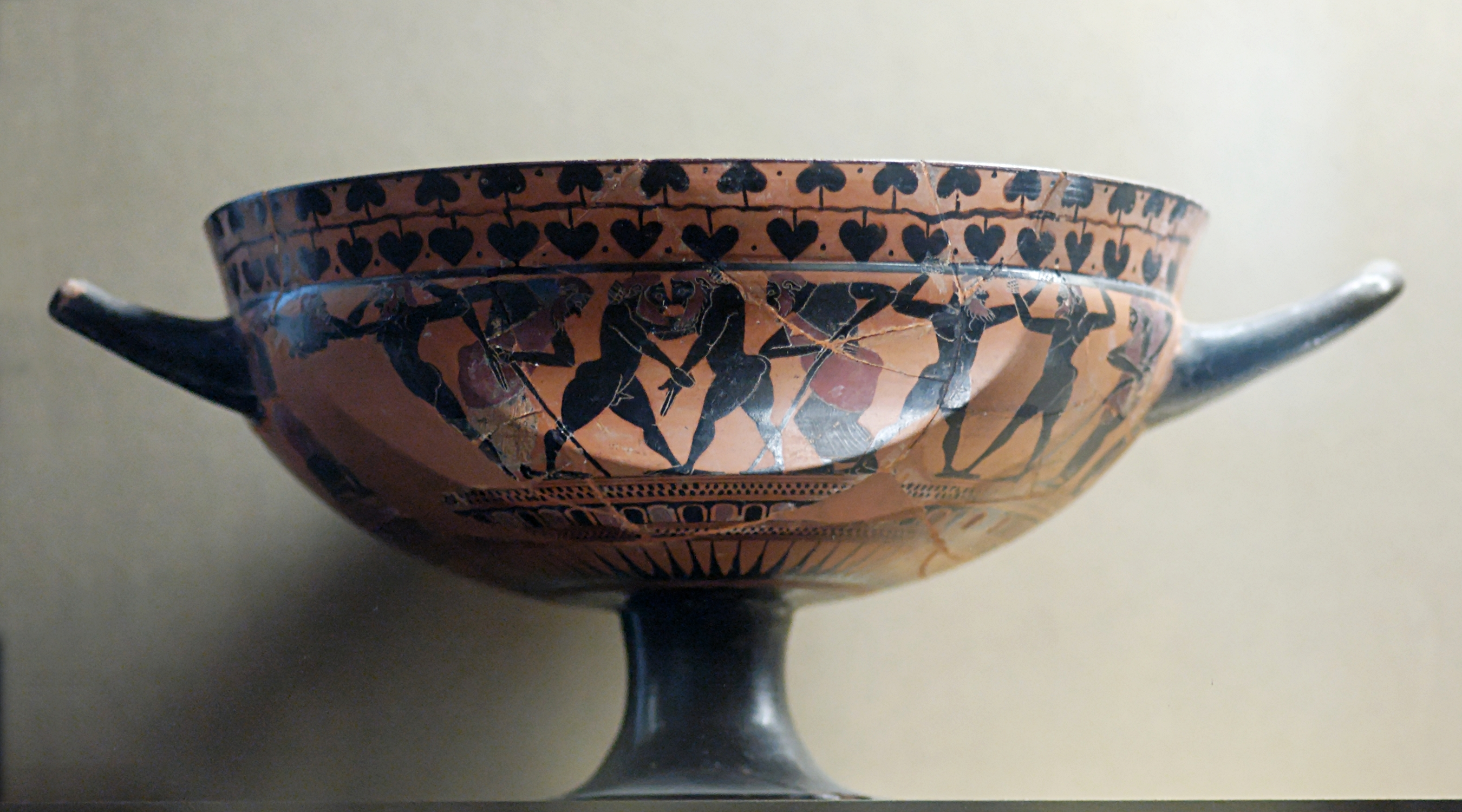
Décor à deux niveaux : face A d'une coupe de Siana attique à figures noires, vers -575/-550 av. J.-C.

### Coupe de Gordion (-560)
La maturité technique et artistique atteinte par les maîtres de l'Attique accompagne une nouvelle conception des résultats artistiques, avec l'habitude de « signer » ses créations, selon un usage qui deviendra encore plus fréquent dans l’Athènes démocratique d’après Pisistrate, lorsque apparaît la perception d’une croissance du rôle social. 
Il est possible d’attribuer un exemplaire de kylix provenant de Gordion, en Phrygie, à Ergotimos et Kleitias, les deux auteurs du célèbre vase François, dont les noms sont gravés. L'élégance rigoureuse de Kleitias est mise en évidence dans la composition circulaire, simple et raffinée, des trois dauphins et du poisson, présents sur le cercle interne.
Ce type de coupe est un « intermédiaire » entre le type précédent de Siana et les suivants de la série des petits maîtres. La lèvre du calice marque encore une discontinuité avec le profil du vase, mais n'est maintenant plus évasée, mais plutôt convexe. La convexité de la lèvre disparaîtra dans la série suivante des petits maîtres, pour réapparaître avec les types A et B.
Comme dans le type à bandes suivant, le vernis noir qui recouvre la coupe épargne seulement une bande sur laquelle est placée la décoration ; les frises sont des miniatures encore plus réduites que celles des coupes de Siana.

### Coupe des petits maîtres (-550/-525)
Le nom de petits maîtres (Kleinmeister) a été attribué par les étudiants d’écoles allemandes se référant au goût pour la miniaturisation élaborée par les maîtres céramistes attiques de la technique à figures noires. Ils présentent un style plus élancé et se caractérisent par l'absence du cercle intérieur décoré. On distingue deux types principaux : coupe à lèvres (avec le sous-type de Cassel) et coupe à bandes. Il existe un troisième type, plus rare, à décor inférieur:15.

#### Coupe à lèvres
Les coupes à lèvres, ainsi appelées pour la présence d’une lèvre distincte du profil du vase, offrent généralement une meilleure qualité picturale.
La peinture en vernis noir intéresse aussi bien le pied que la partie basse du vase. La bande horizontale non vernie entre les deux anses est dessinée horizontalement par un évidement souligné par un liseré tracé un peu au-dessus des anses. Au-dessus, le décor est constitué d'animaux ou des figures humaines. Au-dessous est peinte une inscription, souvent l’unique peinture de la coupe, qui se distingue entre deux palmettes à la jonction des anses. L'écriture, réduite à une calligraphie mesurée, avec des caractères minuscules et soignés, révèle sa nature décorative:162-166.

#### Coupe de Cassel
Les plus petits exemplaires de ce type sont classés sous le nom de coupes de Cassel.

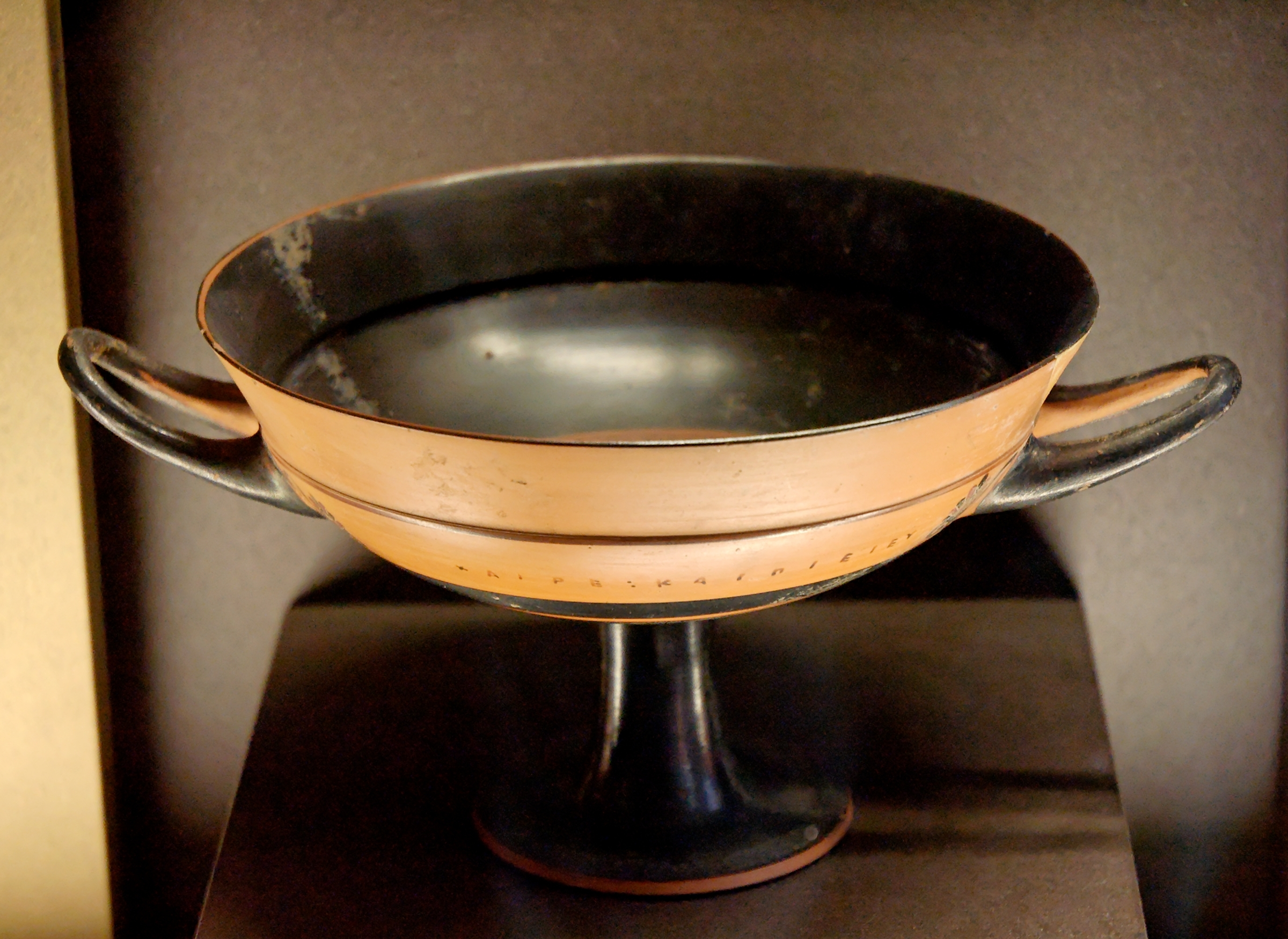
Coupe à lèvres : Kylix à figures noires, vers -450/-440.
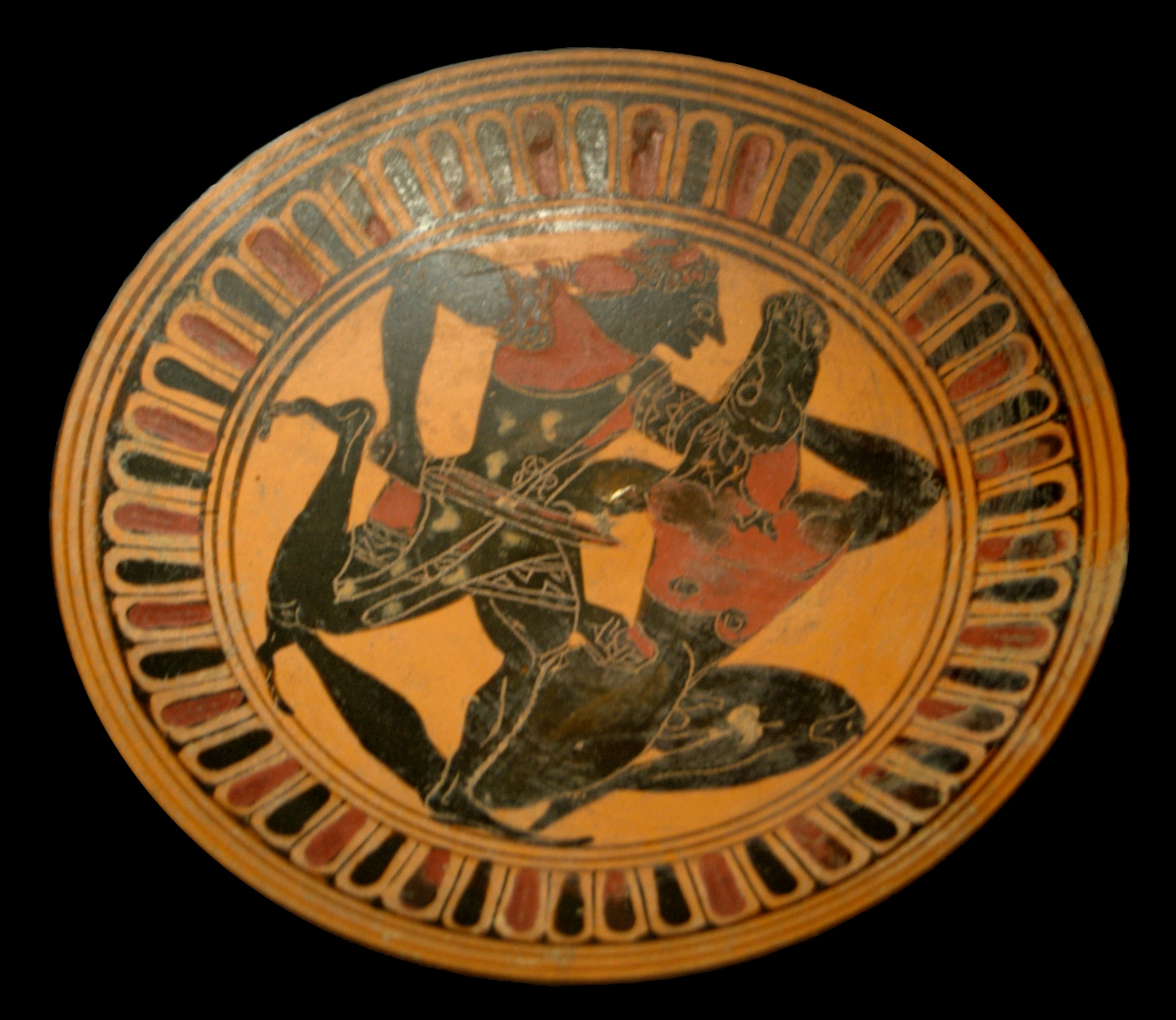
Coupe à lèvres : Thésée et le Minotaure, tondo d'un kylix attique à figures noires, vers -450/-440.
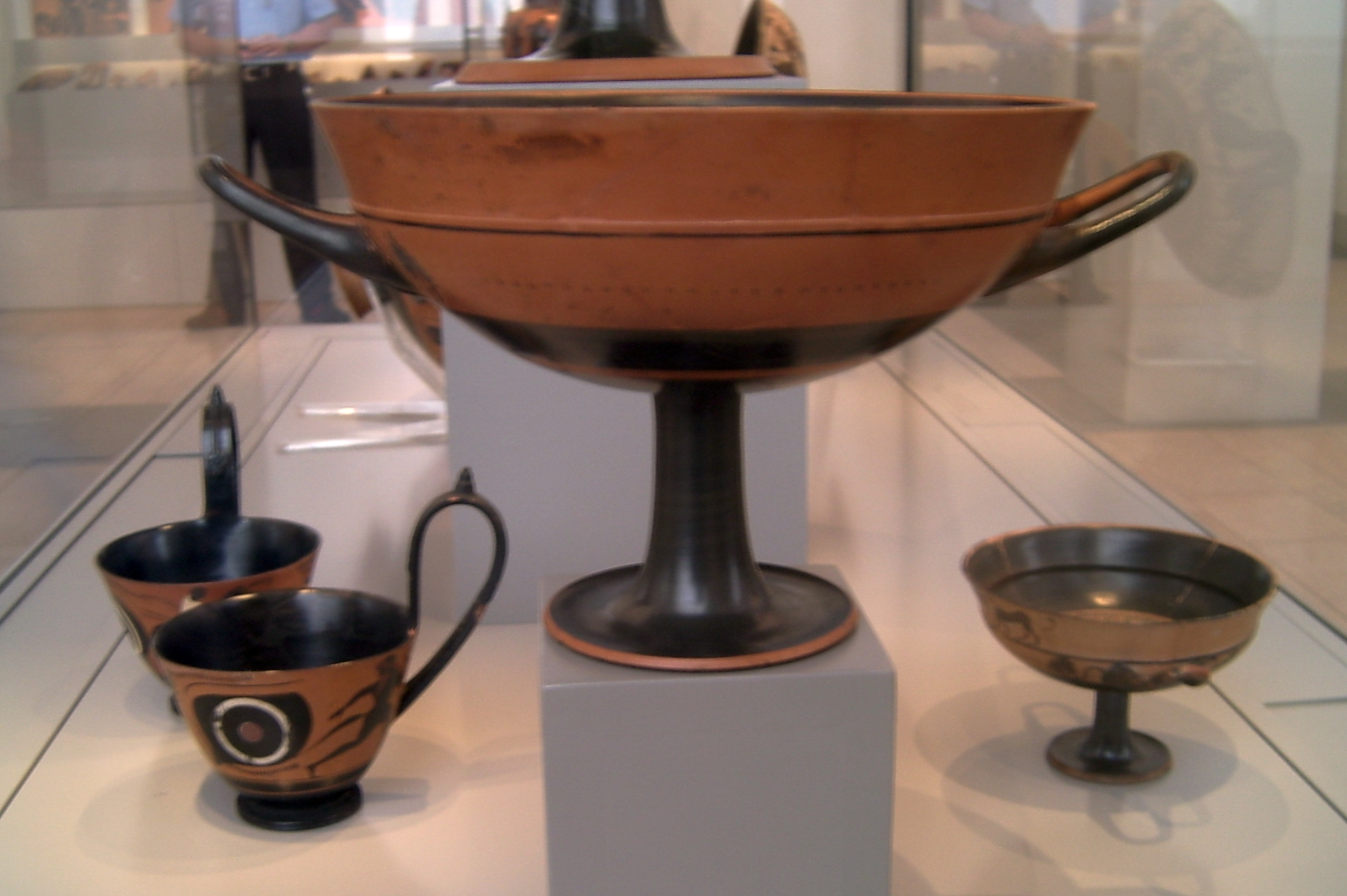
Coupe à lèvres : l'inscription est ici l’unique décoration, mais au second plan on distingue un exemplaire peint.
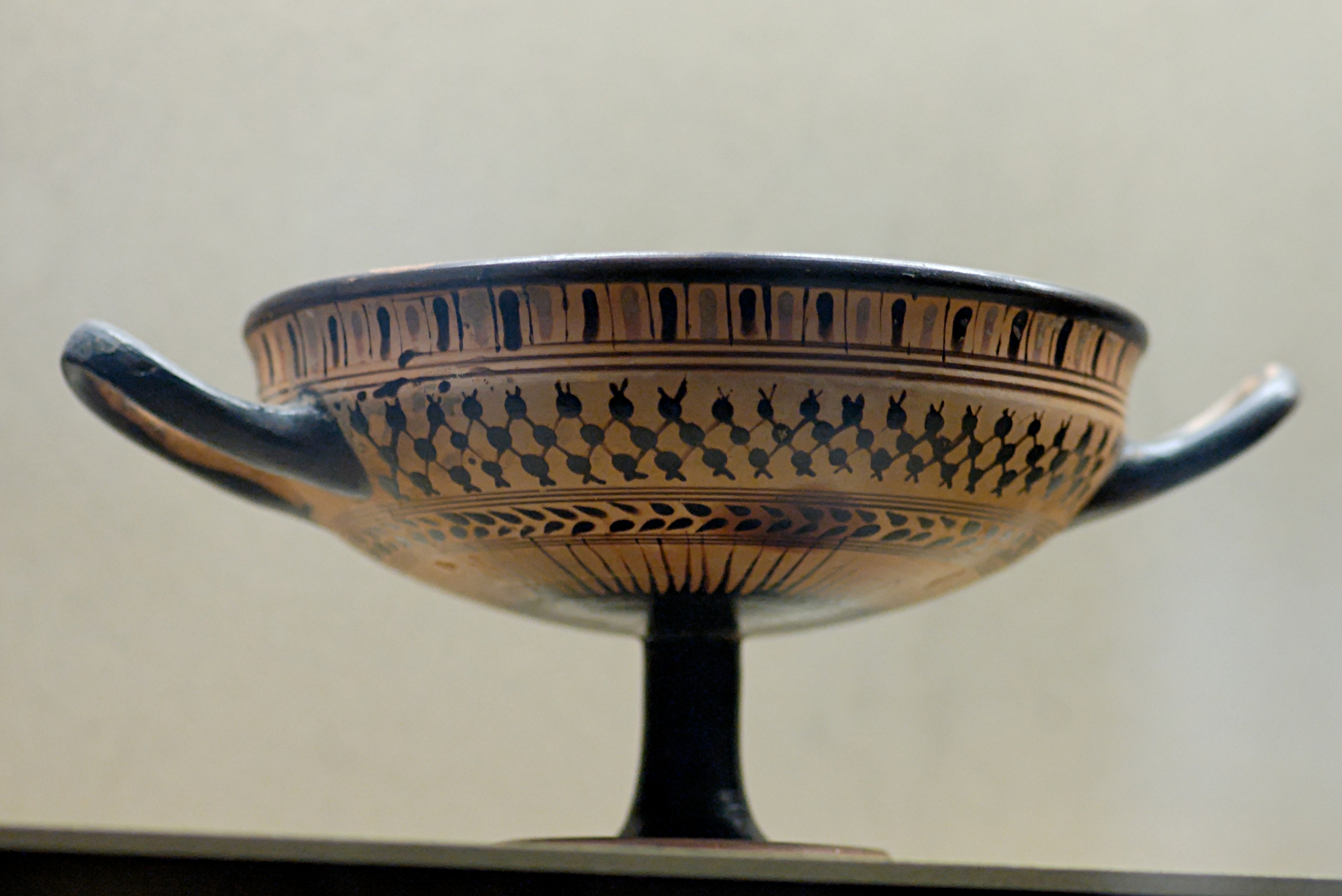
Coupe de Cassel attique à figures noires, vers -540.

#### Coupe à bandes
Les coupes à bandes, presque complètement vernies en noir, se caractérisent par la présence d’une bande horizontale épargnée entre deux anses, comme dans les exemplaires de Gordion, mais aussi, à la différence de toutes les précédentes typologies, par l’absence de lèvre rehaussée. Le profil est dans la continuité du corps, comme dans les deux premières typologies (coupe A et B). La frise comporte souvent une inscription ou une décoration et, occasionnellement, des représentations de figures ou d'animaux. Le cercle central est à cercles concentriques ou décoré avec des personnages:169-171.

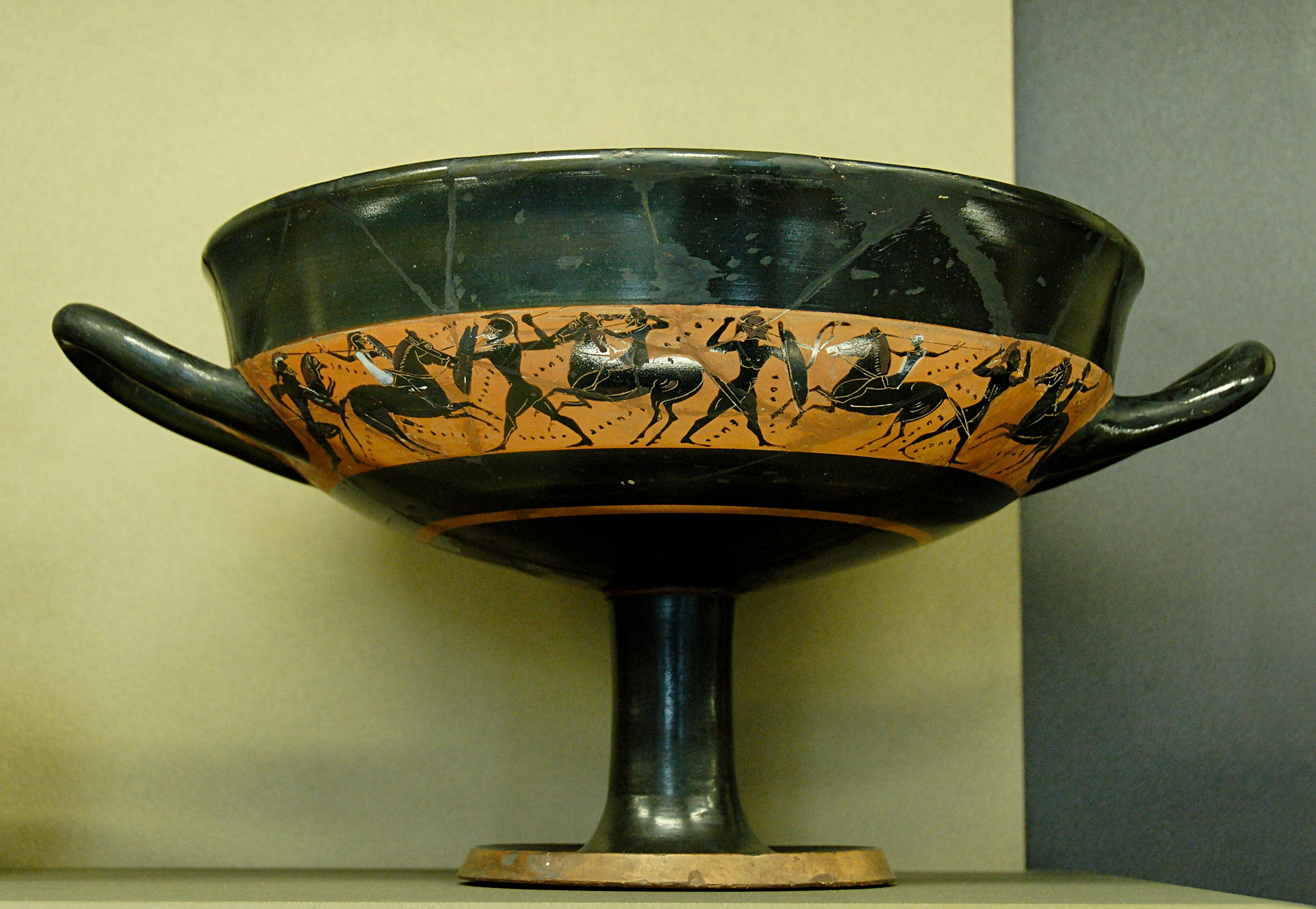
Scène de combats. Coupe à bandes attique à figures noires, vers -540.
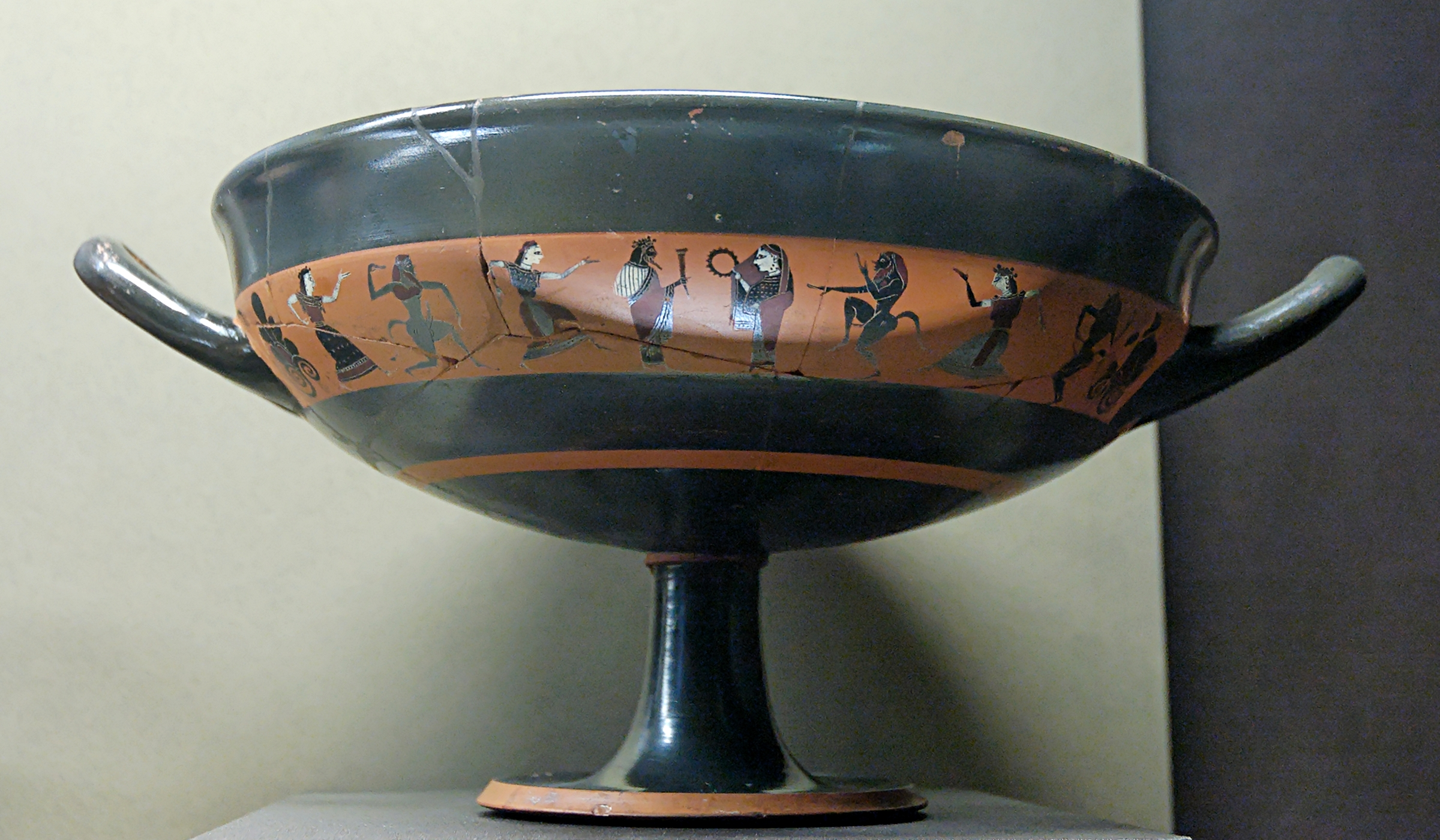
Dionysos, Ariane, satyres et ménades. Coupe à bandes attique à figures noires, vers -550/-540.

#### Coupe à décor inférieur (-550/-510)
Les coupes à décor inférieur ou coupes de Droop (d'après le nom de l'archéologue qui les a décrites), rares, sont datées autour de la seconde moitié du VIe siècle av. J.-C. Le goût de la calligraphie et de la miniaturisation des petits maîtres s’y exprime avec des décorations encore plus développées, du type laconique, et un cercle intérieur décoré de motifs concentriques. 
La décoration de ces coupes semble provenir d’artistes spécialisés dans ce type de coupe, mais aussi avec la contribution d’autres artistes non spécialistes de ces coupes, comme Exékias, Nicosthénès et Amasis:171-172.

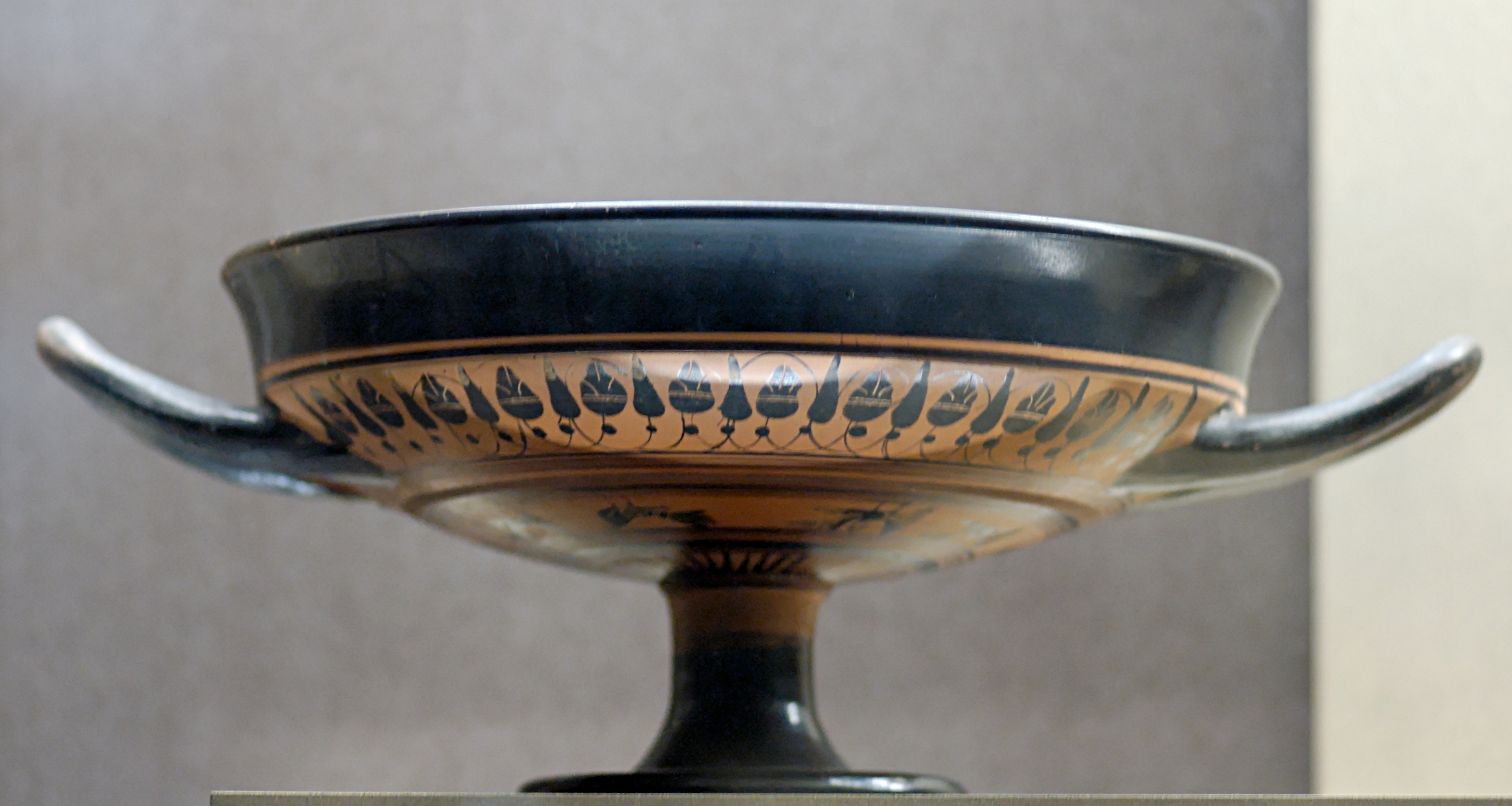
Coupe de Droop attique à décor inférieur à figures noires, vers -550/-530.
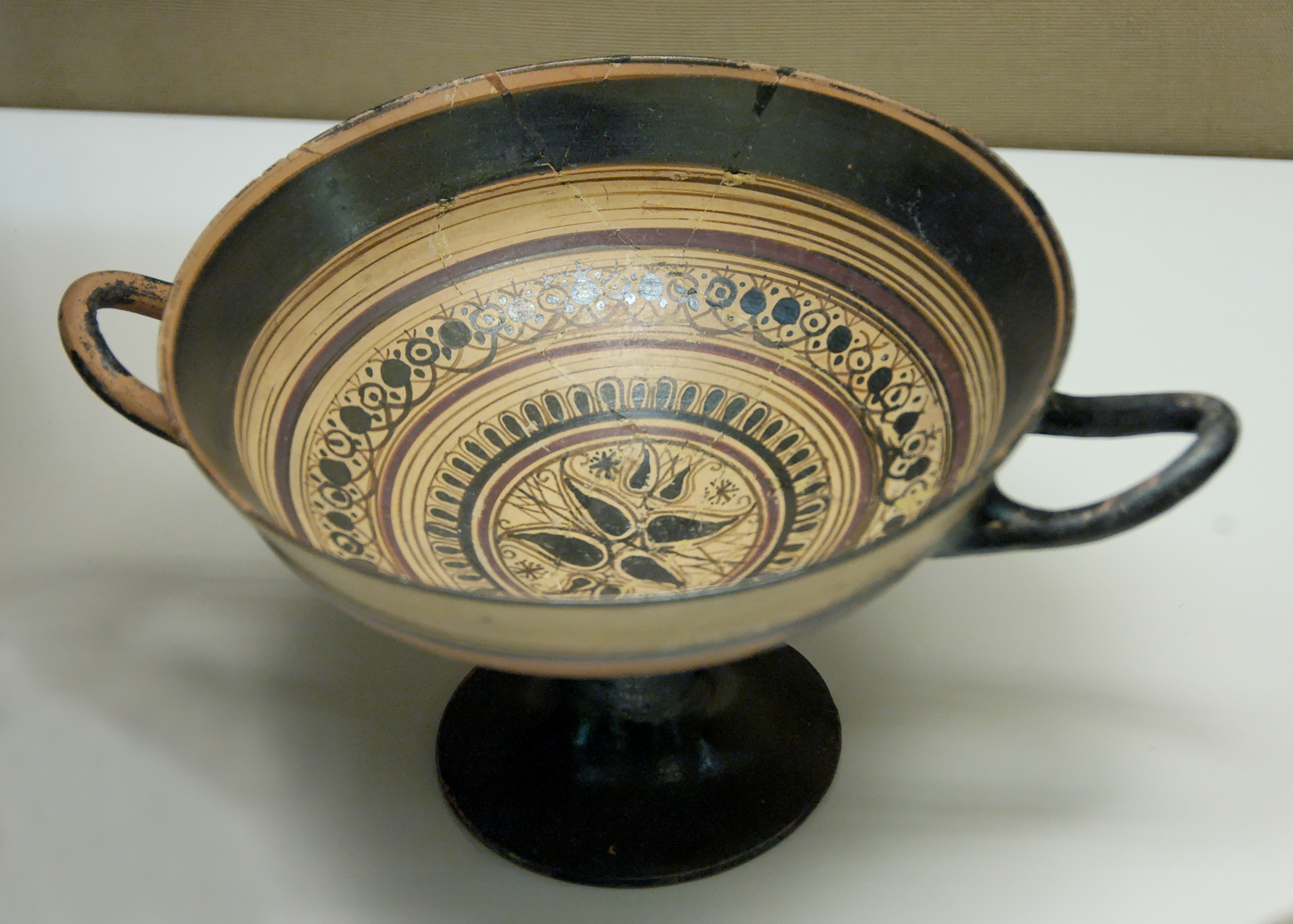
Coupe à figures noires laconienne à motifs floraux, vers -550/-530.

### Type A (-525/-500)
Dans ce type de coupes, daté du dernier quart du VIe siècle av. J.-C., le corps est large et peu profond. La lèvre n’est plus évasée ; en outre, son profil prolonge sans aucune discontinuité le dessin du corps. La tige est plus courte et nettement séparée du vase, avec la ligne de jonction mise en évidence par un anneau proéminent:173-176. 

#### Coupe à yeux
Dans la décoration de ce type de coupe à figures noires, la représentation à yeux est fréquente, une symbolique qui, dans sa typicité, devait avoir une fonction apotropaïque:176-178.

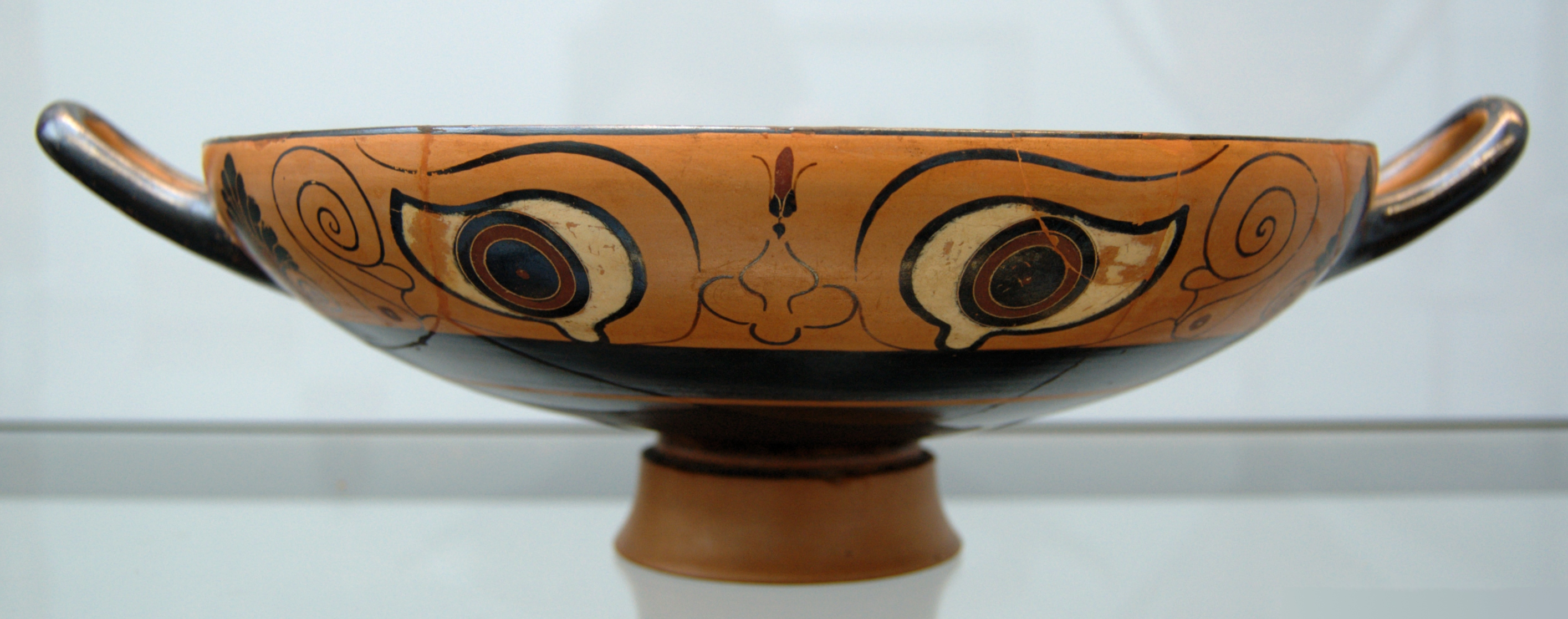
Coupe à yeux chalcidienne à figures noires, vers -530.

Les plus anciens exemplaires semblent attribuer à Exékias, peintre et céramiste, l'invention tant de la forme A que de la décoration à yeux qui servira de modèle dans la phase suivante à figures rouges. Mais Exékias produira des résultats encore plus originaux en réussissant à adapter, jusqu’à l’étroit espace entre les anses, ses combats héroïques. 

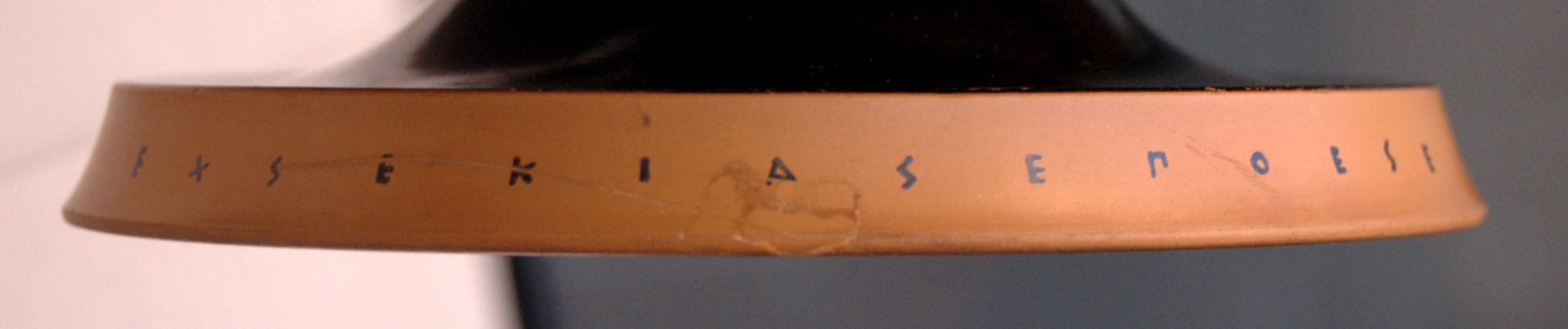
Signature d'Exékias.

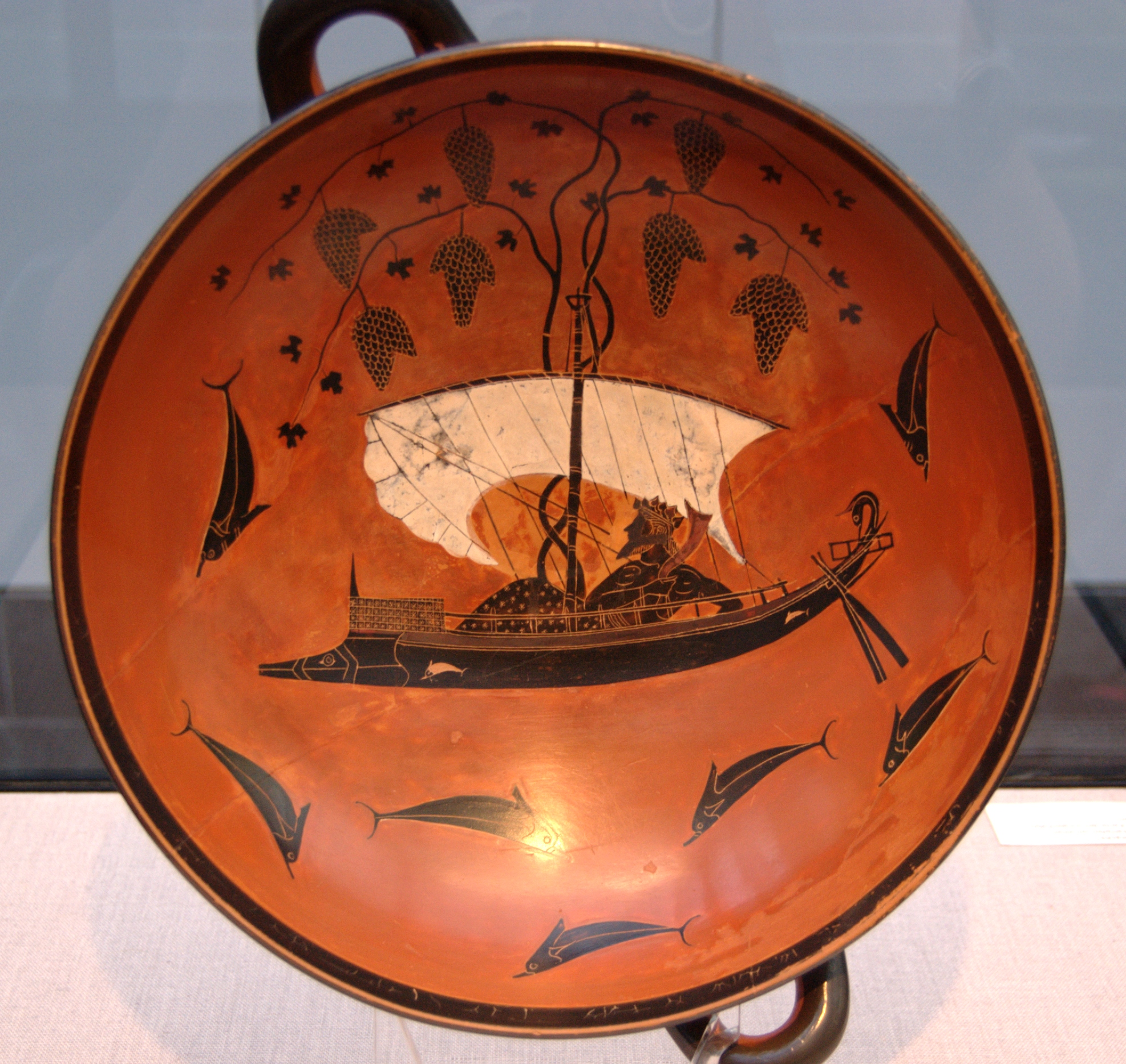
La célèbre coupe à yeux du mythe de Dionysos et des pirates étrusques, transformés en dauphins dans les mains d'Exékias.
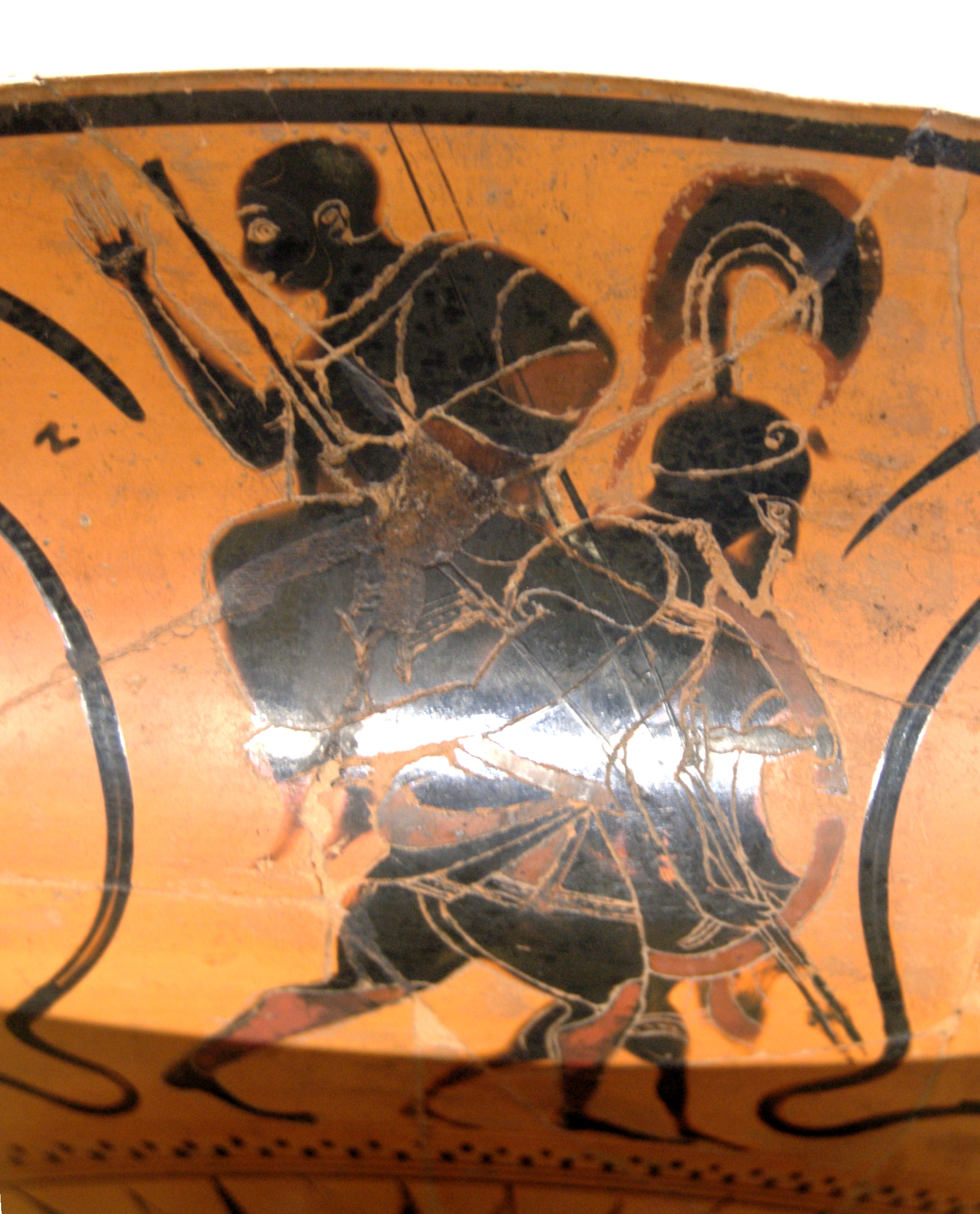
Détail d’une coupe à yeux signée de Nicosthénès : Énée et Anchise.
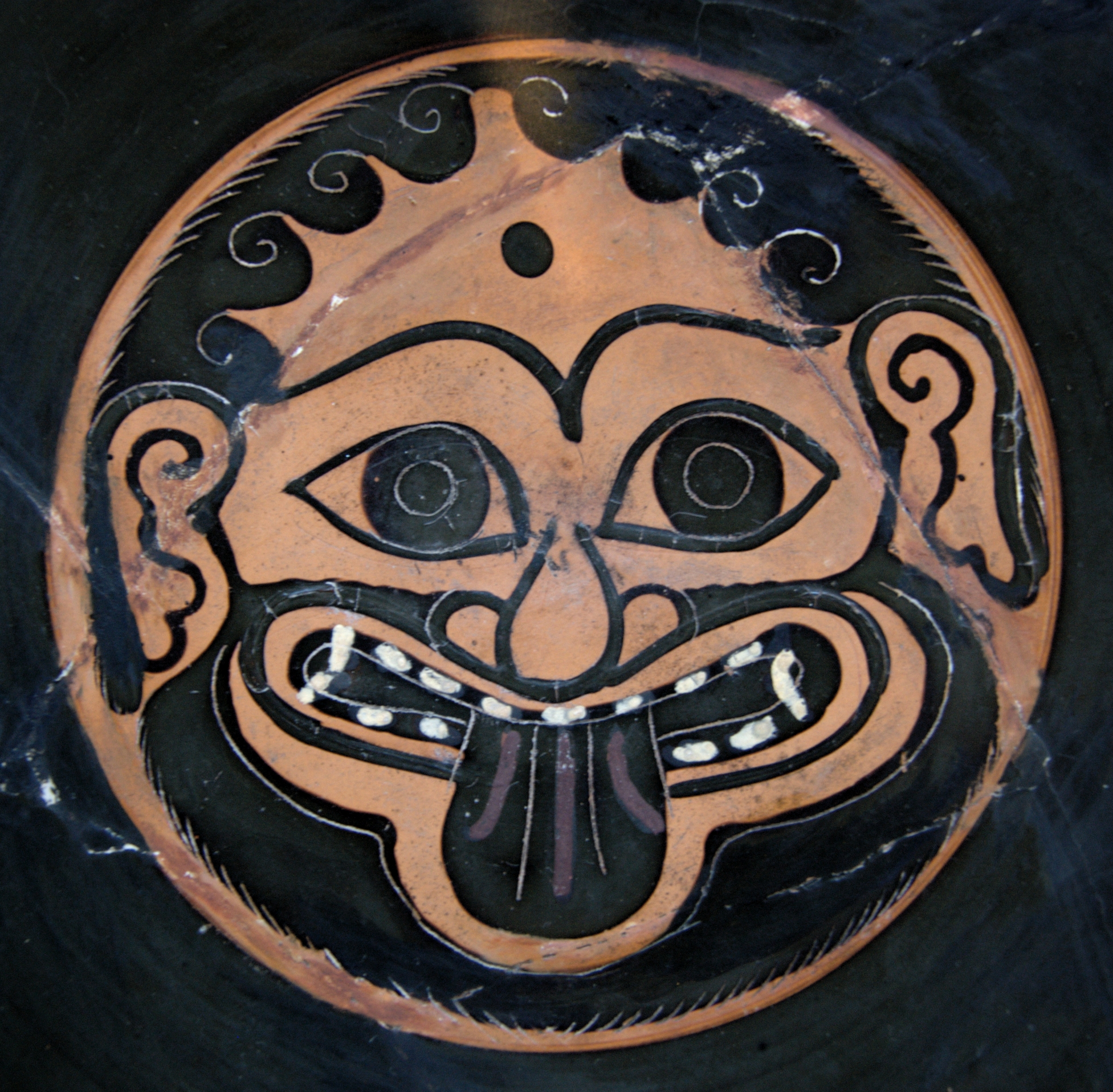
La Gorgone centrale de la coupe de Nicosthénès.
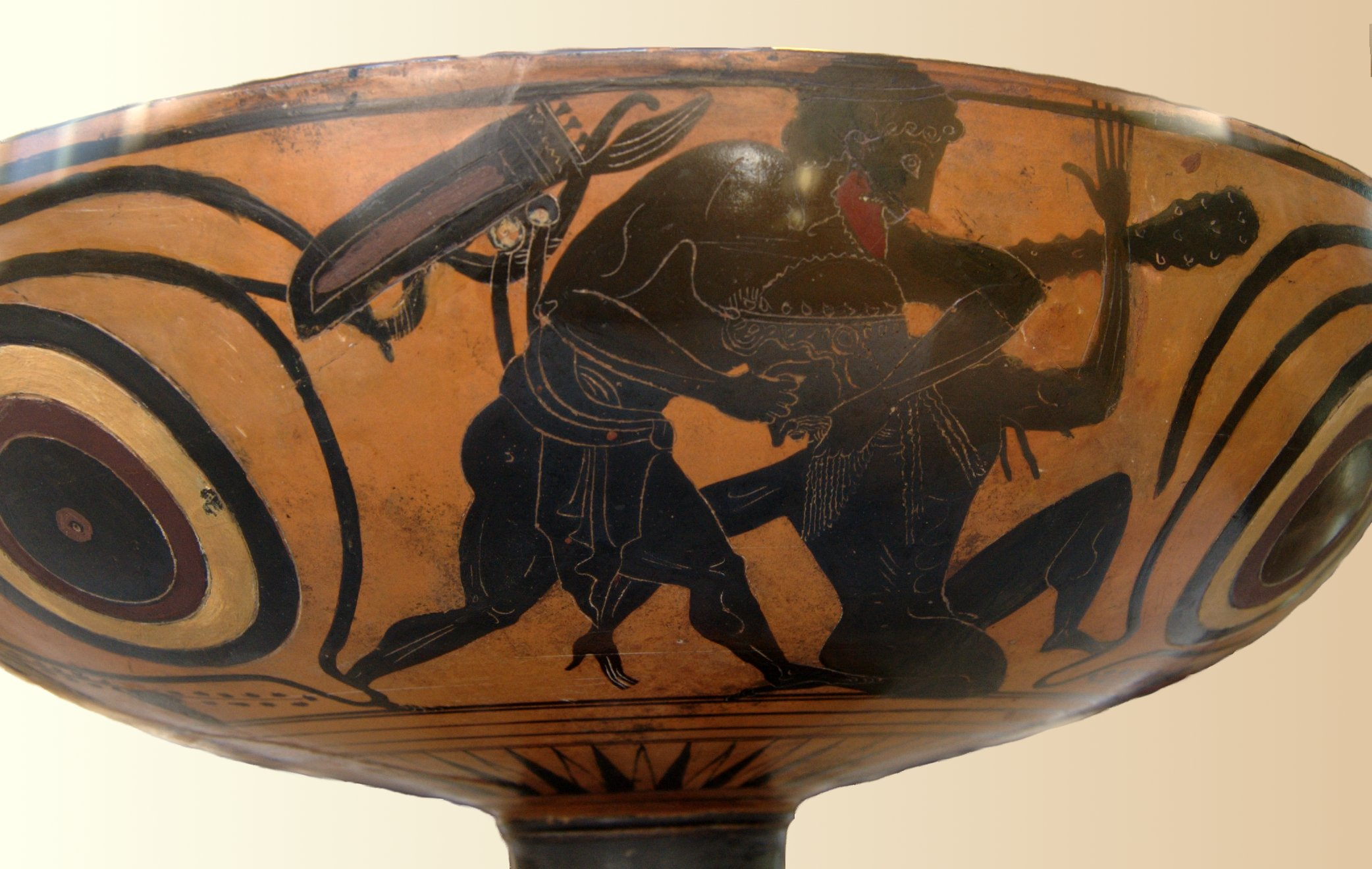
Entre les yeux, le duel héroïque entre Héraclès et Alcyon.
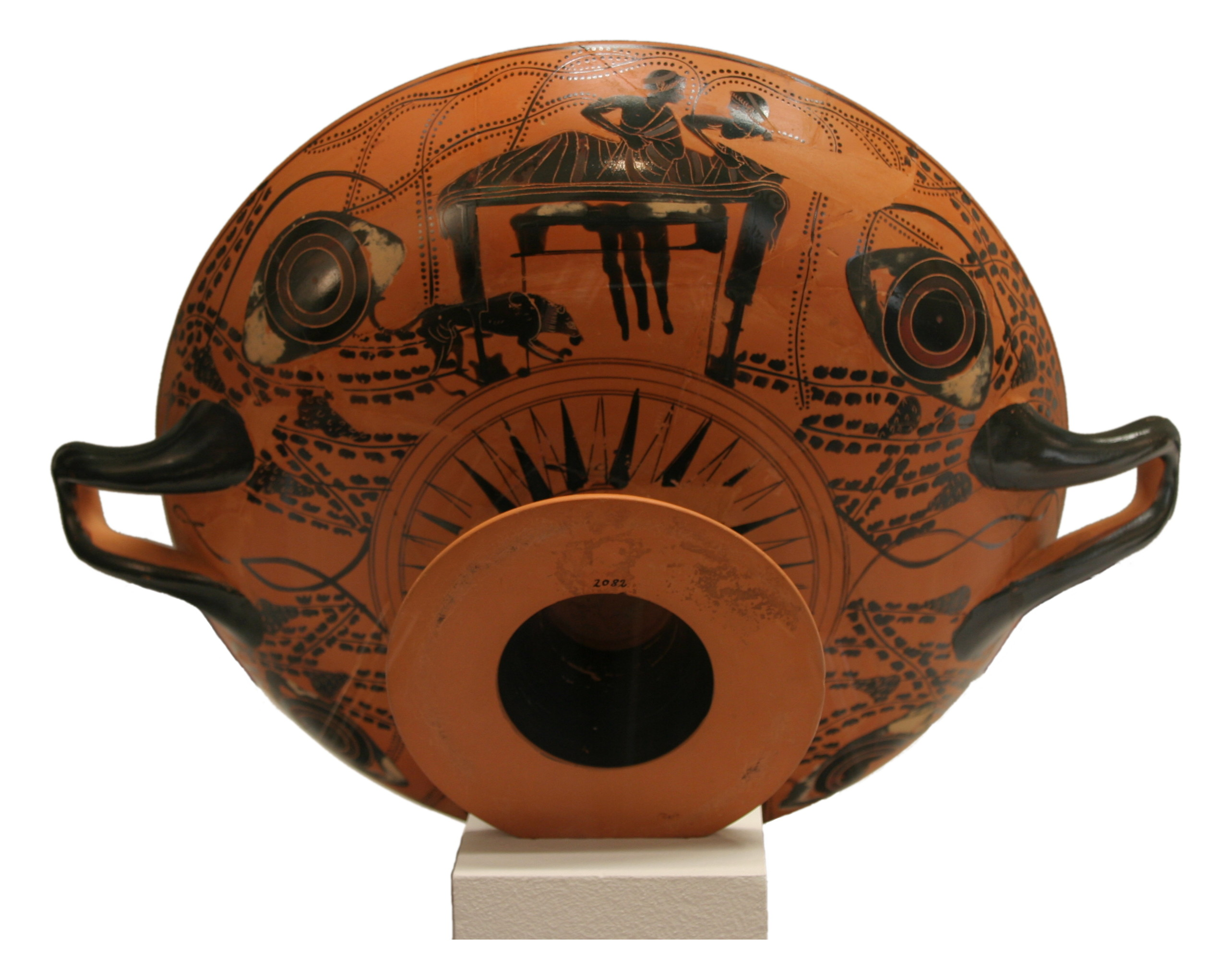
Deux jeunes hommes banquetant dans une vigne ; un chien ramasse leurs restes au pied de la banquette.
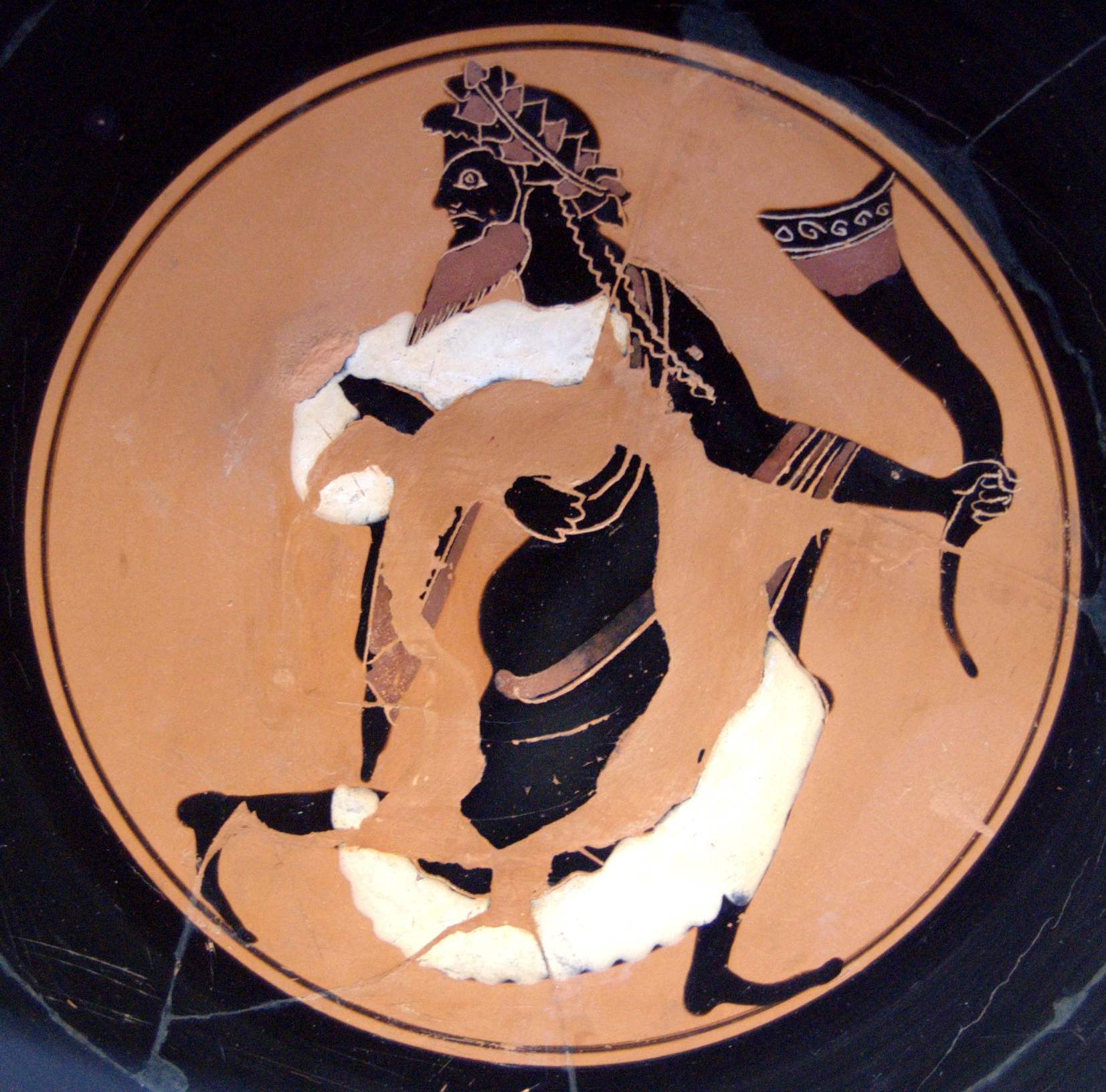
Dionysos. Tondo d'une coupe à yeux attique bilingue, vers -520.

### Type B (-510/-500)
Dans l’évolution de son dessin, le type B, plus délicat que le précédent, se présente avec une forme encore peu profonde, mais avec un piétement plus élancé et fin. Une caractéristique importante dans l’unité de la tige est le corps selon un profil continu.
Le pied est séparé de la tige ; la lèvre, comme dans le type A, est convexe et sans discontinuité avec le reste du vase.
La paternité du type, dans la dernière décennie du siècle, semblerait attribuée aux peintres d'Amasis, avec la technique à figures noires : la signature du potier Amasis est présente sur beaucoup d’exemplaires:178-179.

### Type C

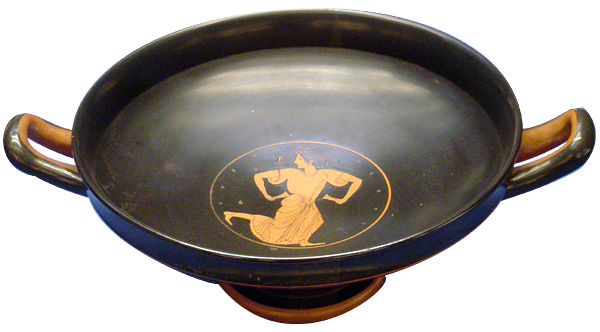
Kylix du peintre Euergidès, vers -500. British Museum.

Les coupes de ce type sont attestées à Athènes autour de -525, avec décorations exclusivement à figures rouges.
On assiste, dans les rares formes canoniques, au retour du bord relevé et évasé par rapport au corps, même si le passage du corps concave du vase à la lèvre convexe est privée de discontinuité comme dans les précédentes coupes du type A. 
La jonction entre la partie inférieure de la tige et le pied est marquée par un anneau proéminent:179-180.